# FK Tauras Tauragė
FK Tauras (Futbolo Klubas Tauras; VšĮ „Tauragės futbolas“) är en litauisk fotbollsklubb från staden Tauragė som grundades 1942.

## Titler
- Aukščiausia lyga mesterskab (1): 1987
- Litauiska Cupen
Cupmästare (0)
Silver (2): 1989, 2009.[2]

## Placering tidigare säsonger

### 1987–1989
| Säsong | Nivå | Liga               | Placering | Referens | Kommentar       |
| ------ | ---- | ------------------ | --------- | -------- | --------------- |
| 1987   | 1    | Aukščiaujioji lyga | 1         | [ 3 ]    |                 |
| 1988   | 1    | Aukščiaujioji lyga | 7         |          |                 |
| 1989   | 1    | Aukščiaujioji lyga | 5         |          | 🏆 Cup-finalist |

### 2006–
| Säsong | Nivå | Liga                 | Placering | Referens | Kommentar       |
| ------ | ---- | -------------------- | --------- | -------- | --------------- |
| 2006   | 3    | Antra lyga (Vakarai) | 3         |          |                 |
| 2007   | 2    | Pirma lyga           | 11        | [ 4 ]    |                 |
| 2008   | 2    | Pirma lyga           | 1         | [ 5 ]    |                 |
| 2009   | 1    | A lyga               | 5         | [ 6 ]    | 🏆 Cup-finalist |
| 2010   | 1    | A lyga               | 4         | [ 8 ]    |                 |
| 2011   | 1    | A lyga               | 7         | [ 9 ]    |                 |
| 2012   | 1    | A lyga               | 9         | [ 10 ]   |                 |
| 2013   | 1    | A lyga               | 9         | [ 11 ]   |                 |
| 2014   | 2    | Pirma lyga           | 9         | [ 12 ]   |                 |
| 2015   | 2    | Pirma lyga           | 17        | [ 13 ]   |                 |
| 2016   | X    | X                    | X         |          |                 |
| 2017   | 2    | Pirma lyga           | 13        | [ 14 ]   |                 |
| 2018   | X    | X                    | X         |          |                 |
| 2019   | X    | X                    | X         |          |                 |
| 2020   | 3    | Antra lyga (Vakarai) | 9         |          |                 |
| 2021   | 4    | Trečia lyga (Kaunas) | 1         |          |                 |
| 2022   | 3    | Antra lyga           | 9         | [ 15 ]   |                 |
| 2023   | 3    | Antra lyga           | 4         | [ 16 ]   |                 |
| 2024   | 2    | Pirma lyga           | 5         | [ 17 ]   |                 |
| 2025   | 2    | Pirma lyga           |           | [ 18 ]   |                 |

## Färger
FK Tauras spelar i röd och svart trikåer.
| TAURAS | TAURAS |

### Trikåer
|  | ? (Hemmakit) | ? (Hemmakit) | ? (Hemmakit) | 2022 (Hemmakit) | ? (Hemmakit) |